# 2015年8月逝世人物列表
2015年逝世人物列表：1月 - 2月 - 3月 - 4月 - 5月 - 6月 - 7月 - 8月 - 9月 - 10月 - 11月 - 12月
2015年8月逝世人物列表，是用于汇总2015年8月期间逝世人物的列表。

## 依日期排序

### 31日
- 陳思祺，51歲，有「無味神探」之稱的香港警務處前高級督察，死於肺癌。[1]
- 維拉·B·里森（Vera B. Rison），76歲，美國政治人物，前密歇根州众议院議員。[2]
- 南成男（朝鲜语：남성남），84歲，韓國喜劇演員。[3]
- 陆启铿，88岁，中国科学院院士、中国科学院数学与系统科学研究院研究员。[4]

### 30日
- 奧利佛·薩克斯（英語：Oliver Sacks），82岁，英国神经内科医学家、畅销书作家，死於癌症[5]
- 馬文·曼德爾（Marvin Mandel），95歲，美國政治人物。[6]
- 喬治·漢密爾頓·皮爾斯（George Hamilton Pearce），94歲，美國羅馬天主教主教。[7]
- 衛斯·克萊文（英語：Wesley Earl "Wes" Craven），76歲，美國電影導演，死於腦癌。[8]
- 愛德華·法德利（Edward Fadeley），85歲，美國律師和政治人物，死於心臟衰竭。[9]
- 巴特·卡明斯（英语：Bart Cummings）（James Bartholomew "Bart" Cummings），87岁，澳大利亚驯马师。[10]
- 纳塔莉娅·斯特列利琴科（Natalia Strelchenko），38岁，俄裔挪威籍女钢琴家，被丈夫扼颈并殴打致死。[11]

### 29日
- 羅蘭，本名靳佩芬，96歲，臺灣知名作家，死於心肺衰竭[12]。
- 凱爾·讓-巴蒂斯特（Kyle Jean-Baptiste），21歲，美國音樂劇演員（《悲慘世界》），高處墮下身亡。[13]
- 格雷厄姆·萊格特（Graham Leggat），81歲，蘇格蘭足球運動員（阿伯丁、富勒姆、蘇格蘭代表隊）。[14]
- 讓·盧韋（英语：Jean Louvet (playwright)），81歲，比利時劇作家。[15]
- 胡传觉，74岁，南京军区空军原副政委。[16]

### 28日
- 阿爾·阿爾布爾（Al Arbour），82歲，加拿大冰球運動員（底特律紅翼、芝加哥黑鷹）及冰球名人堂教練（紐約島人）。[17]
- 瓊·林德（Joan Lind），62歲，美國賽艇選手，兩屆奧運會銀牌得主，死於癌症。[18]
- 納爾遜·尚克斯（Nelson Shanks），77歲，美國畫家，死於癌症。[19]

### 27日
- 约瑟夫·韦索沃夫斯基（波蘭語：Józef Wesołowski），67歲，前圣座大使。自然死亡。[20]
- 馬太·玻利拉（英语：Matei Boilă），89歲，羅馬尼亞政治人物和希臘天主教神父，前罗马尼亚参议院議員。[21]
- 耐莉·德弗里斯-諾邁齊（英语：Nelly de Vries-Lammerts），110歲，荷蘭超級人瑞。[22]
- 特雷莎·戈爾曼（Teresa Gorman），83歲，英國政治人物，前比勒里基（英语：Billericay (UK Parliament constituency)）國會議員。[23]
- 达里尔·道金斯（Darryl Dawkins），58岁，美国NBA联盟的前职业篮球运动员，死於心脏病[24]。
- 陳弘耀，51歲，台灣漫畫家、《一刀傳》作者。[25]

### 26日
- 美國維珍尼亞州電視直播槍擊案：[26]

- 艾莉森·帕克（Alison Parker），24歲，WDBJ電視台記者，遭槍殺身亡。
- 亞當·沃德（Adam Ward），27歲，WDBJ電視台攝影師，遭槍殺身亡。
- 韋斯特·李·弗萊納根（Vester Lee Flanagan II），41歲，WDBJ電視台前記者，槍殺兩記者後自殺身亡。

- 阿梅利亞·博因頓·羅賓遜（Amelia Boynton Robinson），104歲，美國民權活動家，死於多重中風。[27]
- 唐納德·埃里克·卡普斯（Donald Eric Capps），76歲，美國神學家，死於交通事故。[28]
- 斯特凡諾斯·馬尼卡斯（英语：Stefanos Manikas），63歲，希臘政治人物，前國務部長（英语：Minister of State (Greece)），死於癌症。[29]
- 紹什·交具（英语：Győző Soós），66歲，匈牙利政治人物，前匈牙利国会議員。[30]（死亡公布日期）

### 25日
- 金相淳（朝鲜语：김상순 (배우)），77歲，韓國男演員。[31]
- 井上輝夫（日语：井上輝夫），75歲，日本法國文學學者、詩人，死於間質性肺病。[32]。
- 加埃塔諾·阿爾多·多納托（Gaetano Aldo Donato），74歲，美國羅馬天主教神職者，前天主教纽瓦克总教区輔理主教。[33]
- 弗蘭克·E·彼得森（Frank E. Petersen），83歲，美國軍方官員，死於肺癌。[34]

### 24日
- 李繼賢，103歲，飛虎隊老兵。[35]
- 瑪西·鮑德斯（Marcy Borders），42歲，九一一袭击事件生還者，照片“灰塵夫人”（Dust Lady）的主角，死於胃癌。[36]
- 查理·科菲（Charlie Coffey），81歲，美國美式足球運動員和教練，死於癌症。[37]
- 納吉·桑德爾（英语：Sándor Nagy (politician)），68歲，匈牙利政治人物，前匈牙利国会議員。[38]

### 23日
- 蓋伊·利吉爾（英语：Guy Ligier），85歲，法國前賽車手及一級方程式賽車車隊老闆。[39]
- 馬克·科斯特洛（英语：Mark Costello (Oklahoma politician)）（Mark Costello），59歲，美國政治人物，前奧克拉荷馬州勞工專員（英语：Oklahoma Labor Commissioner），被兒子以刀刺死。[40]
- 保羅·羅伊爾（Paul Royle），101歲，澳洲戰爭戰俘，拉夫特3號俘虜收容所（英语：Stalag Luft III）逃亡者。[41]
- 曹棨森，87歲，香港電燈有限公司高級顧問兼前董事總經理。[42]

### 22日
- 英蒂迪，83岁，前红色高棉社会事务部长[43]
- 威廉·L·羅維（William L. Rowe），84歲，美國哲學家。[44]
- 埃里克·湯普森（英语：Eric Thompson (racing driver)）（Eric Thompson），95歲，英國賽車手。[45]

### 21日
- 汪东兴，99歲，中國共產黨中央委員會原副主席，第十一届中央政治局常委，原中央顾问委员会委员。[46]
- 吉米·埃弗特（Jimmy Evert），91歲，美國網球運動員和教練，死於肺炎。[47]
- 格里·斯坦伯格（Gerry Steinberg），70歲，英國政治人物，前達勒姆市選區國會議員。[48]

### 20日
- 埃貢·巴爾（德語：Egon Bahr），93歲，德國政治人物。[49]
- 阿尔明·利奥波德·恩斯特·布鲁诺·亨利·威拉·奥古斯特（德語：Armin Leopold Ernst Bruno Heinrich Willa August Prinz zur Lippe），91岁，德国利珀亲王。[50]
- 列夫·杜羅夫（英语：Lev Durov），83歲，俄羅斯演員。[51]
- 美樂蒂·帕特森（Melody Patterson），66歲，美國女演員，死於多重器官衰竭。[52]

### 19日
- 张涤生，99岁，中国医学家，中国整复外科创始人，中国工程院院士[53]
- 佟瑶，32歲，四川衛視新聞主播，四川電視台《經濟新聞》主持人，溺斃[54]
- 喬治·豪澤（George Houser），99歲，美國衛理公會牧師和民權活動家。[55]
- 速水翼，39歲，日本漫畫家。死於腦幹出血。[56]

### 18日
- 凱·麥克法蘭（Kay McFarland），80歲，美國法官[57]
- 威廉·傑伊·史密斯（William Jay Smith），97歲，美國詩人[58]
- 哈立德·阿薩德（阿拉伯語：خالد الأسعد），81歲，敘利亞考古學家，遭伊斯蘭國斬首[59]
- 羅軍典，74歲，香港家庭傭工僱主協會主席[60]
- 紺野比奈子，年齡不詳，日本漫畫家，同人音樂社團《Love Solfege'》成員，死於心臟病。

### 17日
- 柳原良平（日语：柳原良平），84歲，日本插畫家。[61]
- 伊馮娜·克雷格（Yvonne Craig），78歲，美國女演員（《星際爭霸戰》），死於乳癌。[62]
- 桑迪·肯農（Sandy Kennon），81歲，南非足球運動員（诺里奇城）。[63]
- 林紅飛，77歲，前香港練馬師。[64]

### 16日
- 雅各布·貝肯斯坦（希伯來語：יעקב בקנשטיין），68歲，以色列理論物理學家，黑洞熱力學奠基者之一[65]。
- 帕什卡伊·拉斯洛（匈牙利語：Paskai László），88歲，天主教艾斯特根-布達佩斯總教區樞機兼榮休總主教[66]。
- 藍尼·B·羅賓遜，51歲，美國馬里蘭州知名慈善志工，常打扮為蝙蝠俠到醫院為病童打氣，車禍身亡。[67]

### 15日
- 伊藤菊雄（日语：伊藤菊雄），79歲，日本职业棒球星探、前讀賣巨人偵察總監。[68]
- 鮑比·卡爾佩珀（Bobby Culpepper），74歲，美國律師和政治人物。[69]
- 巴德·托馬斯（英语：Bud Thomas (shortstop)）（Bud Thomas），86歲，美國棒球運動員（巴尔的摩金莺）。[70]
- 陈新华，71歲，原对外贸易经济合作部副部长、华润（集团）有限公司原董事长、党委书记。[71]

### 14日
- 阿古斯丁·塞哈斯（英语：Agustín Cejas），70歲，阿根廷足球運動員（竞赛俱乐部），腦退化症。[72]
- 李孟熙（韓語：이맹희），84歲，韩国CJ希杰集团行政總裁。三星集团巳故创始人李秉喆的长子、现任会长李健熙的胞兄。死於肺癌。[73]
- 鮑伯·約翰斯頓（Bob Johnston），83歲，美國唱片製作人（約翰尼·卡什、鲍勃·迪伦里奥、纳德·科恩）。[74]

### 13日
- 比爾·阿斯瓦德（Bill Aswad），93歲，美國政治人物。[75]
- 鮑伯·菲利安（Bob Fillion），95歲，加拿大冰球運動員（蒙特利尔加拿大人）。[76]
- 揚·芒藤（英语：Jan Montyn），90歲，荷蘭藝術家。[77]
- 哈羅德·烏斯利（Harold Ousley），86歲，美國爵士樂薩克斯管演奏家。[78]

### 12日
- 雅各·辛提卡（芬蘭語：Jaakko Hintikka），86岁，芬蘭哲學家與邏輯學家。[79]
- 克里斯·馬魯什季克（Chris Marustik），54歲，威爾斯足球運動員（斯旺西城、卡迪夫城、纽波特郡、威爾斯代表隊）。[80]
- 約翰·斯科特（英语：John Scott (organist)）（John Scott），59歲，英國風琴師和唱詩班指揮。[81]
- 弗蘭克·斯庫利（英语：Frank Scully (politician)）（Frank Scully），95歲，澳洲政治人物。[82]

### 11日
- 塞尔日·科洛（英语：Serge Collot），91歲，法國小提琴家。[83]
- 理查德·S·羅斯（Richard S. Ross），91歲，美國心臟病專家。[84]

### 10日
- 巴迪·貝克（Buddy Baker），74歲，美國國際賽車名人堂NASCAR車手和評論員，死於肺癌。[85]
- 鮑里斯·戈斯捷夫（英语：Boris Gostev），87歲，前蘇聯財政部長。[86]
- 克莱奥·希尔（英語：Cleo Hill），77岁，美国NBA联盟前职业篮球运动员。[87]
- 歐敬祿（Rory O'Connor），89歲，英國殖民地法官，香港高等法院原訟庭按察司（1977年－1990年）。[88]

### 9日
- 王潔曦，26歲，中國女演員，死於白血病。[89]
- 大衛·諾布斯（David Nobbs），80歲，英國小說家和喜劇作家。[90]
- 约翰·霍兰德（英語：John Henry Holland），86岁，美国科学家，复杂理论和非线性科学的先驱，遗传算法之父。[91]

### 8日
- 大衛·迪爾（David Dill），60歲，美國政治人物，前明尼苏达州众议院議員，死於癌症。[92]
- 傑克·傑克遜（英语：Jack Jackson (ice hockey)）（Jack Jackson），90歲，加拿大冰球運動員（芝加哥黑鷹）。[93]
- 大森厚，83歲，原全國專修學校各種學校總聯合會會長、中央工學校理事長。[94]
- 乐时鸣，98岁，原解放军政治学院副政委。[95]

### 7日
- 尉健行，84歲，中国共产党第十四届中央政治局委员、中央书记处书记，第十五届中央政治局常委、中央书记处书记，中央纪律检查委员会原书记，中华全国总工会原主席。[96]
- 弗朗西斯·奥尔德姆·凯尔西（Frances Oldham Kelsey），101岁，美国药理学家。[97]
- 潘樟友，53歲，杭州公交纵火事件中的救火英雄。死於胰腺癌。[98]
- 李梅芳（朝鲜语：이매방），88歲，韓國舞蹈家。[99]

### 6日
- 奧娜·波拉特（英语：Orna Porat），91歲，德國出生的以色列劇院女演員。[100]
- 櫻田真人（日语：櫻田真人），52歲，日本政治人物，前北見市市長。[101]
- 董今狐，80歲，台灣電視劇導演。[102]

### 5日
- 郭令智，100岁，中国地质学家，中国科学院院士。[103]
- 喬治·科爾（英语：George Cole (actor)）（George Cole），90歲，英國演員。[104]
- 托尼·米林頓（Tony Millington），72歲，威爾士足球運動員（斯旺西城、彼得伯勒、威爾斯代表隊）。[105]

### 4日
- 林家聲（原名林曼純），82歲，香港粵劇紅伶[106]。
- 朴相千（朝鲜语：박상천），76歲，韓國政治人物，前高興郡、寶城郡國會議員。[107]

### 3日
- 罗伯特·康奎斯特（英語：Robert Conquest），98岁，美籍英国历史学家和诗人，死於肺炎。[108]
- 山口鶴男（日语：山口鶴男），89歲，日本政治人物，前日本社會黨眾議員，曾任總務廳長官，死於肺炎。[109]
- 都恩英（韓語：도은영），32歲，韓國女歌手，演唱過韓劇《加油金順》原聲帶，也推出個人單曲。[110]
- 阿川弘之（日語：阿川 弘之），94歲，日本作家，自然逝世。[111]
- 科琳·格雷（Coleen Gray），92歲，美國女演員。[112]
- 金京泯（朝鲜语：브로큰 발렌타인），32歲，藝名Van（韓語：반），韓國男歌手，樂隊Broken Valentine（朝鲜语：브로큰 발렌타인）前主音，溺斃。[113]

### 2日
- 福雷斯特·伯德（Forrest Bird），94歲，美國名人堂發明家（英语：National Inventors Hall of Fame）和飛行員。[114]
- 薩米·考克斯（Sammy Cox），91歲，蘇格蘭足球運動員（流浪者、蘇格蘭代表隊）[115]。

### 1日
- 洪元硕，67岁，中国足球教练，死於癌症。[116]
- 玉城榮一（日语：玉城栄一），81歲，日本政治人物，前公明黨众议院議員。[117]
- 斯蒂芬·貝肯鮑爾（英语：Stephan Beckenbauer），46歲，德國足球運動員。[118]
- 基婭拉·比亞洛邦（英语：Chiara Pierobon），22歲，意大利職業車手，懷疑死於肺栓塞。[119]
- 茜拉·布莱克（Cilla Black），本名Priscilla Maria Veronica White，72岁，英国歌手、演员。[120]